# مقاطعة وايغل
منطقة وايغل (بالبشتوية: وایگل ولسوالۍ)‏، (بالفارسية: ولسوالی وایگل) هي إحدى مقاطعات ولاية نورستان في شرق أفغانستان. لديها تسع قرى رئيسية، وهي: وايغل، زانتشغال، نيشيغرام، أميشديش، أكون، كيغال، مولديش، جامتش، ونت.

## مناخ
| البيانات المناخية لـمقاطعة وايغل: 1,991 متر (6,532.2 قدم) | البيانات المناخية لـمقاطعة وايغل: 1,991 متر (6,532.2 قدم) | البيانات المناخية لـمقاطعة وايغل: 1,991 متر (6,532.2 قدم) | البيانات المناخية لـمقاطعة وايغل: 1,991 متر (6,532.2 قدم) | البيانات المناخية لـمقاطعة وايغل: 1,991 متر (6,532.2 قدم) | البيانات المناخية لـمقاطعة وايغل: 1,991 متر (6,532.2 قدم) | البيانات المناخية لـمقاطعة وايغل: 1,991 متر (6,532.2 قدم) | البيانات المناخية لـمقاطعة وايغل: 1,991 متر (6,532.2 قدم) | البيانات المناخية لـمقاطعة وايغل: 1,991 متر (6,532.2 قدم) | البيانات المناخية لـمقاطعة وايغل: 1,991 متر (6,532.2 قدم) | البيانات المناخية لـمقاطعة وايغل: 1,991 متر (6,532.2 قدم) | البيانات المناخية لـمقاطعة وايغل: 1,991 متر (6,532.2 قدم) | البيانات المناخية لـمقاطعة وايغل: 1,991 متر (6,532.2 قدم) | البيانات المناخية لـمقاطعة وايغل: 1,991 متر (6,532.2 قدم) |
| الشهر                                                     | يناير                                                     | فبراير                                                    | مارس                                                      | أبريل                                                     | مايو                                                      | يونيو                                                     | يوليو                                                     | أغسطس                                                     | سبتمبر                                                    | أكتوبر                                                    | نوفمبر                                                    | ديسمبر                                                    | المعدل السنوي                                             |
| --------------------------------------------------------- | --------------------------------------------------------- | --------------------------------------------------------- | --------------------------------------------------------- | --------------------------------------------------------- | --------------------------------------------------------- | --------------------------------------------------------- | --------------------------------------------------------- | --------------------------------------------------------- | --------------------------------------------------------- | --------------------------------------------------------- | --------------------------------------------------------- | --------------------------------------------------------- | --------------------------------------------------------- |
| متوسط درجة الحرارة الكبرى °م (°ف)                         | −4.8 (23.4)                                               | −3.3 (26.1)                                               | 2.1 (35.8)                                                | 8.3 (46.9)                                                | 15.6 (60.1)                                               | 22.2 (72.0)                                               | 25.4 (77.7)                                               | 24.0 (75.2)                                               | 20.7 (69.3)                                               | 14.2 (57.6)                                               | 4.2 (39.6)                                                | −2.3 (27.9)                                               | 10.5 (51.0)                                               |
| المتوسط اليومي °م (°ف)                                    | −8.3 (17.1)                                               | −6.7 (19.9)                                               | −2.5 (27.5)                                               | 2.9 (37.2)                                                | 6.9 (44.4)                                                | 15.1 (59.2)                                               | 19.4 (66.9)                                               | 18.5 (65.3)                                               | 15.1 (59.2)                                               | 7.9 (46.2)                                                | −1.4 (29.5)                                               | −6.6 (20.1)                                               | 5.0 (41.0)                                                |
| متوسط درجة الحرارة الصغرى °م (°ف)                         | −11.8 (10.8)                                              | −10.1 (13.8)                                              | −7.0 (19.4)                                               | −2.6 (27.3)                                               | 1.8 (35.2)                                                | 7.9 (46.2)                                                | 13.3 (55.9)                                               | 13.0 (55.4)                                               | 9.4 (48.9)                                                | 1.5 (34.7)                                                | −7.0 (19.4)                                               | −10.8 (12.6)                                              | −0.2 (31.6)                                               |
| الهطول مم (إنش)                                           | 108 (4.3)                                                 | 143 (5.6)                                                 | 161 (6.3)                                                 | 144 (5.7)                                                 | 103 (4.1)                                                 | 60 (2.4)                                                  | 50 (2.0)                                                  | 48 (1.9)                                                  | 47 (1.9)                                                  | 66 (2.6)                                                  | 78 (3.1)                                                  | 88 (3.5)                                                  | 1٬096 (43.4)                                              |
| المصدر: Climate-Data.org                                  |                                                           |                                                           |                                                           |                                                           |                                                           |                                                           |                                                           |                                                           |                                                           |                                                           |                                                           |                                                           |                                                           |